# Gran Premi d'Espanya del 2021
El Gran Premi d'Espanya de Fórmula 1 (oficialment anomenat com a Formula 1 Aramco Gran Premio de España 2021), va ser la quarta cursa de la temporada 2021, es disputà al Circuit de Catalunya, a Montmeló entre els dies 07 a 09 de maig del 2021.
Aquest será el 31è gran premi espanyol a Montmeló i el trenta-setè en la Catalunya. Lewis Hamilton va guanyar en l'edició anterior, amb Max Verstappen i Valtteri Bottas completant el podi.

## Antecedents
La corba 10 del circuit, més coneguda com a corba La Caixa, va ser modificada durant el període hivernal, guanyant ampliació de 20 metres en la volta, la modificació fou fet per seguretat en competicions de cotxes i motocicletes, amb una extensió de 4.675 quilòmetres.
La cursa va ocórrer de porta tancada al públic a causa de la pandèmia, més els organitzadors del Gran Premi van permetre la presència de 1.000 persones, amb la durada del protocol de seguretat contra el COVID-19.
Els pilots de proves Robert Kubica i Roy Nissany van substituir els titulars Kimi Raikkkonen i George Russell en la primera sessió de entrenaments lliures.

## Pneumàtics
| Nom del compost | Color | Color | Banda de rodadura     | Condicions del temps | Tipus del compost | Adherència             | Longevitat         |
| --------------- | ----- | ----- | --------------------- | -------------------- | ----------------- | ---------------------- | ------------------ |
| Tou C3          | S     |       | Slick (Llis) (P Zero) | Sec                  | Obligatori        | 4 - Més adherència     | 2 - Menys durador  |
| Mitjà C2        | M     |       | Slick (Llis) (P Zero) | Sec                  | Obligatori        | 3 - Adherència mitjana | 3 - Durada mitjana |
| Dur C1          | H     |       | Slick (Llis) (P Zero) | Sec                  | Optatiu           | 2 - Menys adherència   | 4 - Més durada     |

| Tipus | Dur | Dur | Mitjà | Mitjà | Tou | Tou | Intermedis | Intermedis | Pluja | Pluja |
| ----- | --- | --- | ----- | ----- | --- | --- | ---------- | ---------- | ----- | ----- |
| Nou   | H   |     | M     |       | S   |     | I          |            | W     |       |
| Usat  | H   |     | M     |       | S   |     | I          |            | W     |       |

## Entrenaments Lliures
Els entrenaments lliures es va celebrar el dia 7 de maig.

### Primers lliures

#### Resultats
| Pos   | No | Pilot           | Constructor      | Millor Temp | Diferència | Compost | Voltes |
| ----- | -- | --------------- | ---------------- | ----------- | ---------- | ------- | ------ |
| 1     | 77 | Valtteri Bottas | Mercedes         | 1:18.504    |            | S       | 25     |
| 2     | 33 | Max Verstappen  | Red Bull-Honda   | 1:18.533    | +0.037     | S       | 19     |
| 3     | 44 | Lewis Hamilton  | Mercedes         | 1:18.627    | +0.123     | S       | 22     |
| 4     | 4  | Lando Norris    | McLaren-Mercedes | 1:18.944    | +0.440     | S       | 24     |
| 5     | 16 | Charles Leclerc | Ferrari          | 1:18.996    | +0.492     | M       | 25     |
| Font: |    |                 |                  |             |            |         |        |

### Segons lliures

#### Resultats
| Pos   | No | Pilot           | Constructor    | Millor Temp | Diferència | Compost | Voltes |
| ----- | -- | --------------- | -------------- | ----------- | ---------- | ------- | ------ |
| 1     | 44 | Lewis Hamilton  | Mercedes       | 1:18.170    |            | S       | 22     |
| 2     | 77 | Valtteri Bottas | Mercedes       | 1:18.309    | +0.139     | S       | 31     |
| 3     | 16 | Charles Leclerc | Ferrari        | 1:18.335    | +0.165     | S       | 28     |
| 4     | 31 | Esteban Ocon    | Alpine-Renault | 1:18.366    | +0.296     | S       | 29     |
| 5     | 14 | Fernando Alonso | Alpine-Renault | 1:18.518    | +0.348     | S       | 30     |
| Font: |    |                 |                |             |            |         |        |

### Tercers lliures

#### Resultats
| Pos   | No | Pilot            | Constructor    | Millor Temp | Diferència | Compost | Voltes |
| ----- | -- | ---------------- | -------------- | ----------- | ---------- | ------- | ------ |
| 1     | 33 | Max Verstappen   | Red Bull-Honda | 1:17.835    |            | S       | 11     |
| 2     | 44 | Lewis Hamilton   | Mercedes       | 1:18.070    | +0.235     | S       | 14     |
| 3     | 16 | Charles Leclerc  | Ferrari        | 1:18.308    | +0.473     | S       | 17     |
| 4     | 55 | Carlos Sainz Jr. | Ferrari        | 1:18.410    | +0.575     | S       | 18     |
| 5     | 77 | Valtteri Bottas  | Mercedes       | 1:18.423    | +0.588     | S       | 15     |
| Font: |    |                  |                |             |            |         |        |

## Qualificació
La qualificació va ser realitzat el dia 8 de maig.
| Pos                 | No | Pilot              | Constructor           | Part 1   | Part 2   | Part 3   | Sortida |
| ------------------- | -- | ------------------ | --------------------- | -------- | -------- | -------- | ------- |
| 1                   | 44 | Lewis Hamilton     | Mercedes              | 1:18.245 | 1:17.166 | 1:16:741 | 1       |
| 2                   | 33 | Max Verstappen     | Red Bull-Honda        | 1:18.090 | 1:16.922 | 1:16.777 | 2       |
| 3                   | 77 | Valtteri Bottas    | Mercedes              | 1:18.005 | 1:17.142 | 1:16.873 | 3       |
| 4                   | 16 | Charles Leclerc    | Ferrari               | 1:18.041 | 1:17.717 | 1:17.510 | 4       |
| 5                   | 31 | Esteban Ocon       | Alpine-Renault        | 1:18.281 | 1:17.743 | 1:17.580 | 5       |
| 6                   | 55 | Carlos Sainz Jr.   | Ferrari               | 1:18.205 | 1:17.656 | 1:17.620 | 6       |
| 7                   | 3  | Daniel Ricciardo   | McLaren-Mercedes      | 1:18.264 | 1:17.719 | 1:17.622 | 7       |
| 8                   | 11 | Sergio Pérez       | Red Bull-Honda        | 1:18.264 | 1:17.719 | 1:17.622 | 8       |
| 9                   | 4  | Lando Norris       | McLaren-Mercedes      | 1:17.821 | 1:17.696 | 1:18.010 | 9       |
| 10                  | 14 | Fernando Alonso    | Alpine-Renault        | 1:18.281 | 1:17.966 | 1:18.147 | 10      |
| 11                  | 18 | Lance Stroll       | Aston Martin-Mercedes | 1:18.241 | 1:17.974 |          | 11      |
| 12                  | 10 | Pierre Gasly       | AlphaTauri-Honda      | 1:18.190 | 1:17.982 |          | 12      |
| 13                  | 5  | Sebastian Vettel   | Aston Martin-Mercedes | 1:18.289 | 1:18.079 |          | 13      |
| 14                  | 99 | Antonio Giovinazzi | Alfa Romeo-Ferrari    | 1:18.549 | 1:18.356 |          | 14      |
| 15                  | 63 | George Russell     | Williams-Mercedes     | 1:18.445 | 1:19.154 |          | 15      |
| 16                  | 22 | Yuki Tsunoda       | AlphaTauri-Honda      | 1:18.556 |          |          | 16      |
| 17                  | 7  | Kimi Räikkönen     | Alfa Romeo-Ferrari    | 1:18.917 |          |          | 17      |
| 18                  | 47 | Mick Schumacher    | Haas-Ferrari          | 1:19.117 |          |          | 18      |
| 19                  | 6  | Nicholas Latifi    | Williams-Mercedes     | 1:19.219 |          |          | 19      |
| 20                  | 9  | Nikita Mazepin     | Haas-Ferrari          | 1:19.807 |          |          | 20      |
| 107% Temps:1:23.268 |    |                    |                       |          |          |          |         |
| Font:               |    |                    |                       |          |          |          |         |

Notes
- ^1 – Lewis Hamilton va marcar la seva 100a pole position, el primer pilot aconseguir aquest gesta.[11]

## Cursa
La cursa va ser realitzat en el dia 9 de maig.
| Pos                                                                       | No | Pilot              | Constructor           | Voltes | Temps / Retirada | Pos.Sortida | Punts |
| ------------------------------------------------------------------------- | -- | ------------------ | --------------------- | ------ | ---------------- | ----------- | ----- |
| 1                                                                         | 44 | Lewis Hamilton     | Mercedes              | 66     | 1:33:07.680      | 1           | 25    |
| 2                                                                         | 33 | Max Verstappen     | Red Bull-Honda        | 66     | +15.841          | 2           | 191   |
| 3                                                                         | 77 | Valtteri Bottas    | Mercedes              | 66     | +26.610          | 3           | 15    |
| 4                                                                         | 16 | Charles Leclerc    | Ferrari               | 66     | +54.616          | 4           | 12    |
| 5                                                                         | 11 | Sergio Pérez       | Red Bull-Honda        | 66     | +1:03.671        | 8           | 10    |
| 6                                                                         | 3  | Daniel Ricciardo   | McLaren-Mercedes      | 66     | +1:13.768        | 7           | 8     |
| 7                                                                         | 55 | Carlos Sainz Jr.   | Ferrari               | 66     | +1:14.670        | 6           | 6     |
| 8                                                                         | 4  | Lando Norris       | McLaren-Mercedes      | 65     | +1 volta         | 9           | 4     |
| 9                                                                         | 31 | Esteban Ocon       | Alpine-Renault        | 65     | +1 volta         | 5           | 2     |
| 10                                                                        | 10 | Pierre Gasly       | AlphaTauri-Honda      | 65     | +1 volta         | 12          | 1     |
| 11                                                                        | 18 | Lance Stroll       | Aston Martin-Mercedes | 65     | +1 volta         | 11          |       |
| 12                                                                        | 7  | Kimi Räikkönen     | Alfa Romeo-Ferrari    | 65     | +1 volta         | 17          |       |
| 13                                                                        | 5  | Sebastian Vettel   | Aston Martin-Mercedes | 65     | +1 volta         | 13          |       |
| 14                                                                        | 63 | George Russell     | Williams-Mercedes     | 65     | +1 volta         | 15          |       |
| 15                                                                        | 99 | Antonio Giovinazzi | Alfa Romeo-Ferrari    | 65     | +1 volta         | 14          |       |
| 16                                                                        | 6  | Nicholas Latifi    | Williams-Mercedes     | 65     | +1 volta         | 19          |       |
| 17                                                                        | 14 | Fernando Alonso    | Alpine-Renault        | 65     | +1 volta         | 10          |       |
| 18                                                                        | 47 | Mick Schumacher    | Haas-Ferrari          | 64     | +2 voltes        | 18          |       |
| 19                                                                        | 9  | Nikita Mazepin     | Haas-Ferrari          | 64     | +2 voltes        | 20          |       |
| 20                                                                        | 22 | Yuki Tsunoda       | AlphaTauri-Honda      | 7      | Motor            | 16          |       |
| Volta ràpida: — Max Verstappen (Red Bull-Honda) – 1:18.149 (en el lap 62) |    |                    |                       |        |                  |             |       |
| Font:                                                                     |    |                    |                       |        |                  |             |       |

Notes

- ^1  – Inclòs 1 punt extra per la volta ràpida.

## Classificació després de la cursa
| Pos. | Pilot           | Punts | Canvis     |
| ---- | --------------- | ----- | ---------- |
| 1    | Lewis Hamilton  | 94    | =          |
| 2    | Max Verstappen  | 80    | =          |
| 3    | Valtteri Bottas | 47    | Augment    |
| 4    | Lando Norris    | 41    | Disminució |
| 5    | Charles Leclerc | 40    | =          |

| Pos. | Constructor      | Punts | Canvis |
| ---- | ---------------- | ----- | ------ |
| 1    | Mercedes         | 141   | =      |
| 2    | Red Bull-Honda   | 112   | =      |
| 3    | McLaren-Mercedes | 65    | =      |
| 4    | Ferrari          | 60    | =      |
| 5    | Alpine-Renault   | 15    | =      |